# Tsoj (planetka)
(2740) Tsoj je planetka v hlavním pásu planetek s průměrem 25 km, kterou objevila Ljudmila Žuravlovová 26. září 1974 v Krymské astrofyzikální observatoři. Pojmenovaná byla na počest Viktora Coje, slavného sovětského básníka a rockera, frontmana skupiny Kino. Před přidělením jména nosila planetka předběžné označení 1974 SY4.